# Liste der Mitglieder der Deutschen Bischofskonferenz
Die Liste der Mitglieder der Deutschen Bischofskonferenz enthält die Mitglieder der Deutschen Bischofskonferenz.

## Mitglieder
| Bild | Wappen | Name                         | (Erz-)Bistum                                        | Amt                                                                            |
| --- | ------ | ---------------------------- | --------------------------------------------------- | ------------------------------------------------------------------------------ |
| |        | Stephan Ackermann            | Trier                                               | Bischof                                                                        |
| |        | Georg Bätzing                | Limburg                                             | Bischof Vorsitzender der Deutschen Bischofskonferenz                           |
| |        | Udo Markus Bentz             | Paderborn                                           | Erzbischof                                                                     |
| |        | Peter Birkhofer              | Freiburg                                            | Weihbischof                                                                    |
| |        | Wolfgang Bischof             | München und Freising                                | Weihbischof                                                                    |
| Bild gesucht Die Wikipedia wünscht sich an dieser Stelle ein Bild. Falls du dabei helfen möchtest, erklärt die Anleitung , wie das geht. |        | Karl Borsch                  | Aachen                                              | Weihbischof                                                                    |
| |        | Robert Brahm                 | Trier                                               | Weihbischof                                                                    |
| |        | Stephan Burger               | Freiburg                                            | Erzbischof                                                                     |
| |        | Helmut Dieser                | Aachen                                              | Bischof                                                                        |
| |        | Karlheinz Diez               | Fulda                                               | Weihbischof                                                                    |
| |        | Bohdan Dsjurach OSsS         | Apostolisches Exarchat Deutschland und Skandinavien | Bischof Apostolischer Exarch für die Ukrainer                                  |
| Bild gesucht Die Wikipedia wünscht sich an dieser Stelle ein Bild. Falls du dabei helfen möchtest, erklärt die Anleitung , wie das geht. |        | Horst Eberlein               | Hamburg                                             | Weihbischof                                                                    |
| |        | Gerhard Feige                | Magdeburg                                           | Bischof                                                                        |
| |        | Otto Georgens                | Speyer                                              | Weihbischof                                                                    |
| |        | Michael Gerber               | Fulda                                               | Bischof Stellvertretender Vorsitzender der Deutschen Bischofskonferenz         |
| Bild gesucht Die Wikipedia wünscht sich an dieser Stelle ein Bild. Falls du dabei helfen möchtest, erklärt die Anleitung , wie das geht. |        | Andreas Geßmann              | Essen                                               | Weihbischof                                                                    |
| |        | Herwig Gössl                 | Bamberg                                             | Erzbischof                                                                     |
| Bild gesucht Die Wikipedia wünscht sich an dieser Stelle ein Bild. Falls du dabei helfen möchtest, erklärt die Anleitung , wie das geht. |        | Josef Graf                   | Regensburg                                          | Weihbischof                                                                    |
| Bild gesucht Die Wikipedia wünscht sich an dieser Stelle ein Bild. Falls du dabei helfen möchtest, erklärt die Anleitung , wie das geht. |        | Antonius Hamers              | Münster                                             | Diözesanadministrator                                                          |
| |        | Reinhard Hauke               | Erfurt                                              | Weihbischof                                                                    |
| |        | Christoph Hegge              | Münster                                             | Weihbischof                                                                    |
| |        | Matthias Heinrich            | Berlin                                              | Weihbischof                                                                    |
| |        | Stefan Heße                  | Hamburg                                             | Erzbischof                                                                     |
| Bild gesucht Die Wikipedia wünscht sich an dieser Stelle ein Bild. Falls du dabei helfen möchtest, erklärt die Anleitung , wie das geht. |        | Josef Holtkotte              | Paderborn                                           | Weihbischof                                                                    |
| |        | Wolfgang Ipolt               | Görlitz                                             | Bischof                                                                        |
| |        | Franz Jung                   | Würzburg                                            | Bischof                                                                        |
| |        | Matthäus Karrer              | Rottenburg-Stuttgart                                | Weihbischof                                                                    |
| |        | Heiner Koch                  | Berlin                                              | Erzbischof                                                                     |
| |        | Peter Kohlgraf               | Mainz                                               | Bischof                                                                        |
| |        | Matthias König               | Paderborn                                           | Weihbischof                                                                    |
| Bild gesucht Die Wikipedia wünscht sich an dieser Stelle ein Bild. Falls du dabei helfen möchtest, erklärt die Anleitung , wie das geht. |        | Klaus Krämer                 | Rottenburg-Stuttgart                                | Bischof                                                                        |
| |        | Thomas Löhr                  | Limburg                                             | Weihbischof                                                                    |
| |        | Anton Losinger               | Augsburg                                            | Weihbischof                                                                    |
| |        | Reinhard Kardinal Marx       | München und Freising                                | Erzbischof Ehemaliger Vorsitzender der Deutschen Bischofskonferenz (2014–2020) |
| |        | Bertram Meier                | Augsburg                                            | Bischof                                                                        |
| |        | Dominicus Meier              | Osnabrück                                           | Bischof                                                                        |
| |        | Ulrich Neymeyr               | Erfurt                                              | Bischof                                                                        |
| |        | Stefan Oster SDB             | Bistum Passau                                       | Bischof                                                                        |
| |        | Franz-Josef Overbeck         | Essen                                               | Bischof                                                                        |
| Bild gesucht Die Wikipedia wünscht sich an dieser Stelle ein Bild. Falls du dabei helfen möchtest, erklärt die Anleitung , wie das geht. |        | Reinhard Pappenberger        | Regensburg                                          | Weihbischof                                                                    |
| |        | Jörg Michael Peters          | Trier                                               | Weihbischof                                                                    |
| |        | Ansgar Puff                  | Köln                                                | Weihbischof                                                                    |
| |        | Paul Reder                   | Würzburg                                            | Weihbischof                                                                    |
| |        | Thomas Maria Renz            | Rottenburg-Stuttgart                                | Weihbischof                                                                    |
| Bild gesucht Die Wikipedia wünscht sich an dieser Stelle ein Bild. Falls du dabei helfen möchtest, erklärt die Anleitung , wie das geht. |        | Alfred Rottler               | Eichstätt                                           | Diözesanadministrator                                                          |
| Bild gesucht Die Wikipedia wünscht sich an dieser Stelle ein Bild. Falls du dabei helfen möchtest, erklärt die Anleitung , wie das geht. |        | Ludger Schepers              | Essen                                               | Weihbischof                                                                    |
| |        | Gerhard Schneider            | Rottenburg-Stuttgart                                | Weihbischof                                                                    |
| |        | Dominikus Schwaderlapp       | Köln                                                | Weihbischof                                                                    |
| |        | Rolf Steinhäuser             | Köln                                                | Weihbischof                                                                    |
| Bild gesucht Die Wikipedia wünscht sich an dieser Stelle ein Bild. Falls du dabei helfen möchtest, erklärt die Anleitung , wie das geht. |        | Rupert Graf zu Stolberg      | München und Freising                                | Weihbischof                                                                    |
| |        | Wilfried Theising            | Münster                                             | Weihbischof                                                                    |
| |        | Heinrich Timmerevers         | Dresden-Meißen                                      | Bischof                                                                        |
| |        | Rudolf Voderholzer           | Regensburg                                          | Bischof                                                                        |
| |        | Karl-Heinz Wiesemann         | Speyer                                              | Bischof                                                                        |
| |        | Heiner Wilmer SCJ            | Hildesheim                                          | Bischof                                                                        |
| |        | Rainer Maria Kardinal Woelki | Köln                                                | Erzbischof                                                                     |
| |        | Florian Wörner               | Augsburg                                            | Weihbischof                                                                    |
| Bild gesucht Die Wikipedia wünscht sich an dieser Stelle ein Bild. Falls du dabei helfen möchtest, erklärt die Anleitung , wie das geht. |        | Johannes Wübbe               | Osnabrück                                           | Weihbischof                                                                    |
| |        | Christian Würtz              | Freiburg                                            | Weihbischof                                                                    |
| |        | Stefan Zekorn                | Münster                                             | Weihbischof                                                                    |